# Heinrich von Meurers
Heinrich von Meurers (* 21. Oktober 1888 in Tönning; † 16. Mai 1953 in Trier) war ein deutscher katholischer Theologe und Liturgiewissenschaftler.

## Leben
Heinrich von Meurers studierte von 1909 bis 1914 Theologie in Innsbruck. Nach der Priesterweihe am 8. August 1920 war er Kaplan in der Pfarrei St. Helena in Trier. An der Universität Innsbruck erwarb er am 21. Dezember 1921 das theologische Doktorat. In Rom wurde er am 3. Juli 1923 zum Magister der Theologie promovierte. Von 1923 bis 1935 war er Professor für Dogmatik an der Theologischen Fakultät Trier. Von 1935 bis 1951 war er Generalvikar im Bistum Trier. Er förderte tatkräftig die liturgische Bewegung.

## Schriften (Auswahl)
- Maria-Hilf und Peter Friedhofen ein Büchlein für die Besucher der Maria-Hilf-Kapelle im Garten des Mutterhauses der Barmherzigen Brüder in Trier. Trier 1929, OCLC 1071060883.
- So hilft Peter Friedhofen. Gebetserhörungen. M. Gladbach 1935, OCLC 885440029.
- Peter Friedhofen. Schornsteinfeger und Ordensstifter. M. Gladbach 1935, OCLC 68954041.
- Novene zum Diener Gottes Peter Friedhofen. Trier 1950, OCLC 1075894364.